# استیون شاختر
استیون شاختر (انگلیسی: Steven Schachter؛ زادهٔ ۱ ژانویهٔ ۱۹۵۰) کارگردان فیلم، فیلم‌نامه‌نویس، کارگردان نمایش، و کارگردان تلویزیونی اهل ایالات متحده آمریکا است.
وی همچنین برندهٔ جوایزی همچون جوایز امی ساعات پربیننده شده‌است.